# Польові дослідження з українського сексу
«Польові дослідження з українського сексу» — роман української письменниці Оксани Забужко. Після першої публікації в 1996 році роман став помітною подією в українському літературному житті через відверті еротичні сцени та сміливі міркування про українську та жіночу ідентичність. Один з перших феміністичних романів у сучасній українській літературі.
У романі розповідається про складні стосунки української поетеси Оксани та амбітного скульптора Миколи.
Перевидавався 17 разів в Україні. Роман був перекладений англійською, російською, чеською, польською, хорватською, угорською, болгарською, німецькою, шведською, італійською, румунською, французькою та голландською мовами. Роман двічі інсценізувався, у Варшаві та в Києві.

## Сюжет
У центрі сюжету — українська поетеса Оксана та її коханець — український художник і скульптор, згаданий як «Микола К.». Оксана розповідає історію своїх стосунків з Миколою, перемежовуючи їх з епізодами життя своєї сім'ї та друзів. Періодично вона робить відступи до тем нової української історії, суті кохання та пристрасті, ідентичності українців і зокрема українських жінок.
Оксана познайомилася з Миколою в Луцьку на фестивалі. Він запропонував показати місцеву архітектуру, проте Оксана спершу відкинула пропозицію як залицяння «піжона дешевого». Потім, долаючи погане передчуття, вона все ж поїхала з Миколою. Обоє провели ніч у майстерні художника. З цього почалася історія їхніх стосунків, яка тривала всю осінь. Оксана втім швидше страждала від них: від неуважності коханця, його часом різких слів і замкнутості. Проте це був її перший коханець, який чудово розмовляв українською та з яким вона мала спільні інтереси.
Коли минуло три місяці, Оксана отримала запрошення викладати в Кембриджі, США. Незадовго після того, як вона розповіла про це Миколі, в будинку, де вона відпочивала з друзями, сталася пожежа. Оксана запідозрила, що її підлаштував Микола з метою лишити Оксану біля себе. Вона запропонувала летіти до США з нею, але той відмовився.
За кордоном Оксана почувалася самотньою, мучачись відчуттям, що Микола загине в автокатастрофі (що вже ледь не сталося кілька разів). Вона стала ходити до басейну та до бібліотеки, щоб розвіяти похмурі думки, але це не допомагало. Наприкінці зими подруга повідомила їй, що їхня спільна знайома загинула в ДТП. Оксана занурилася в міркування про старість, почала помічати ознаки старіння в себе (хоча їй було тільки 34). Ця особиста трагедія спонукала поетесу зауважити, що її колеги приховують свої трагедії. Оксані вдалося зв'язатися з Миколою телефоном. Виявляється, він потрапив у ДТП і зламав ребра. Друг Оксани, Марк, запропонував допомогти з переїздом Миколи в США, включаючи забезпечення майстернею.
Хоча Оксані й Миколі, попри низку прикрих випадковостей, вдалося зустрітися, їхнє спільне життя в США виявилося недовгим. Пара постійно сварилася і врешті Микола, лишившись без грошей, покинув Оксану.
Наприкінці поетеса міркує, що її кохання до Миколи все ж було вартим страждань. Бо кохати можуть тільки вільні люди, і саме кохання позбавляє від страху. Її американська подруга Донна на розповідь про це відгукнулася: «ці ваші східноєвропейські мужчини, вони, правда, бувають брутальні, але в них бодай пристрасть є, а в наших що?…»

## Історія написання
«Польові дослідження українського сексу» писалися 4 місяці. Монологи в романі будувалися таким чином, щоб нараторка в них поставала як у першій, так і другій і третій особах: «я-ти-вона».
Оксана Забужко пояснювала, що роман значною мірою автобіографічний, але точних збігів з реальними особами в ньому немає. Микола в ньому — збірний образ із «усіма його комплексами українського мужчини», котрого авторка «ідеалізувала, і еротизувала». Поширена думка, що прототипом «Миколи К.» з роману став художник Микола Кумановський.
Коли книгу було завершено, за словами авторки, в Україні «не було ні видавництв, ні книжок сучасних авторів, нічого, крім цієї рухнутої радянської системи книговидання». Забужко бажала зробити для «Польових досліджень» презентацію, що об'єднала б тодішніх журналістів, які ще не потрапили під російський вплив.

## Адаптації
- «Польові дослідження з українського сексу» — моновистава у виконанні Галини Стефанової. Ставилася 5 квітня 2003 року у приміщенні Київського Експериментального театру в рамках фестивалю моновистав «Відлуння»[8], та у 25 й 26 травня 2012 в Центрі Леся Курбаса в Києві[9].
- «Польові дослідження з українського сексу» — вистава за сценарієм та режисурою Малгожати Шумовської, в головній ролі Катажина Фіґура. Ставилася 28 лютого 2006 року на сцені театру «Полонія» у Варшаві[8].

## Рецензії на роман
- Андрій М.Окара. Записки київського доктора Фауста // «Український Вибір», Москва, 1997. Травень-червень. № 5-6.
- Галина Ермошина. О. Забужко. Полевые исследования украинского секса // Дружба народов. — 1998, № 3. (рос.)
- Єнс Герльт. Польові дослідження націоналістичного дискурсу: випадок Оксани Забужко // Україна Модерна. — 2009, № 14(3). — С.291-296.